# Miguel Alcubierre

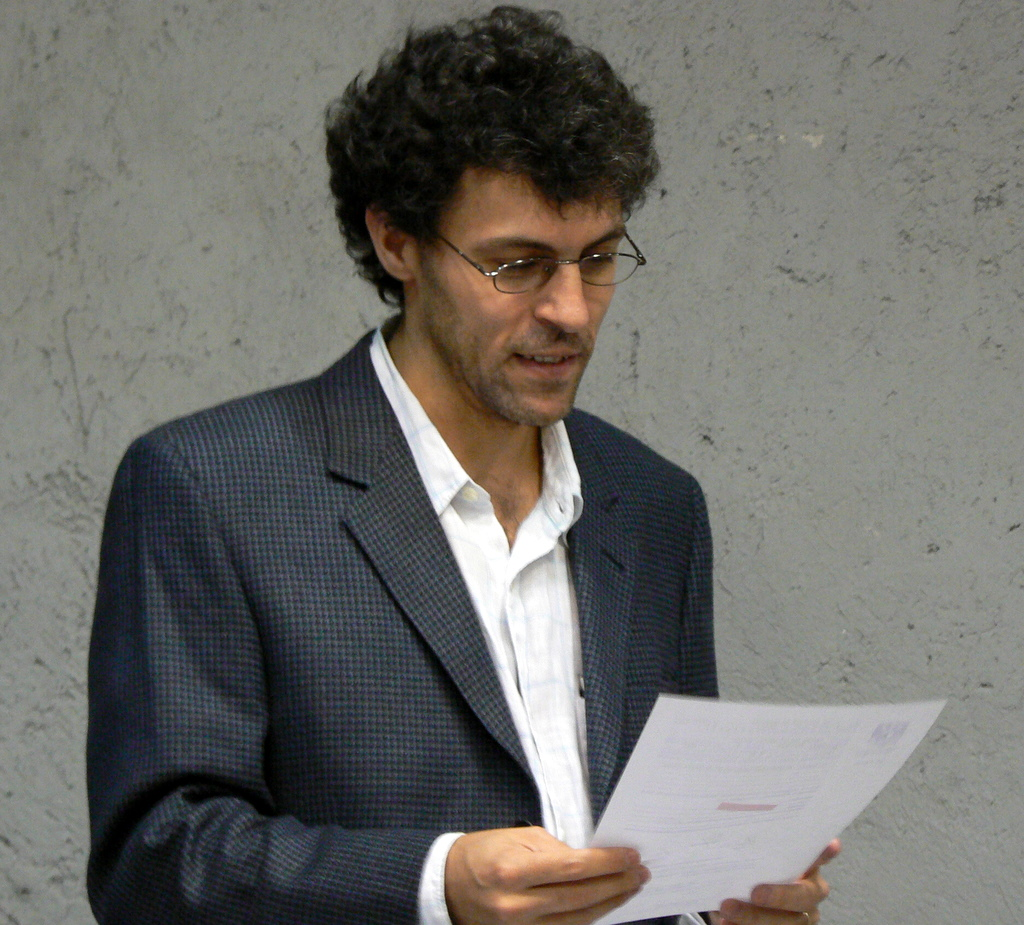
Miguel Alcubierre

Miguel Alcubierre Moya (Mexico-Stad, 28 maart 1964) is een Mexicaans natuurkundige.
In 1990 verhuisde Alcubierre van Mexico-Stad naar Cardiff in het Verenigd Koninkrijk. Hij studeerde daar aan de universiteit van Wales. In 1993 kreeg hij een eredoctoraat voor zijn onderzoek naar numerieke algemene relativiteit, en paste Albert Einsteins werk toe in berekeningen met snelle computers. Hij vervolgde zijn werk op dit gebied met het ontwikkelen van numerieke technieken voor het omschrijven van de rotatie van zwarte gaten.
Hij werd in 1994 ook bekend als bedenker van de Alcubierre drive, een warpaandrijving waarmee ruimtevaartuigen sneller dan het licht zouden kunnen reizen.